# Melanchra declarata
Melanchra declarata là một loài bướm đêm trong họ Noctuidae.